# Џинки (ера)
Џинки (神亀) је јапанска ера (ненго) која је настала после Јоро и пре Тенпјо ере. Временски је трајала од фебруара 724. до августа 729. године и припадала је Нара периоду. Владајући монарх био је цар Шому.
Име Џинки ере у преводу значи „Света корњача“.

## Важнији догађаји Џинки ере
- 727. (Џинки 4): Цар шаље комесаре у све провинције како би размотрили рад гувернера, њихових администрација и свих јавних функционера.[4]
- 728. (Џинки 5): Амбасадор из Кореје је примљен на двор.[4]